# جدعون إريكسون
جدعون إريكسون (بالسويدية: Gideon Eriksson)‏ هو لاعب رماية سويدي، ولد في 2 مارس 1871 في ستوكهولم في السويد، وتوفي بنفس المكان في 27 يناير 1936.

## وصلات خارجية
- جدعون إريكسون على موقع الاتحاد الدولي (الإنجليزية)
- جدعون إريكسون على موقع اللجنة الأولمبية الدولية (الإنجليزية)
- جدعون إريكسون على موقع أوليمبيديا (الإنجليزية)
- جدعون إريكسون على موقع اللجنة الأولمبية السويدية (السويدية)